# Aymeline Valade
Pour les articles homonymes, voir Valade.
Aymeline Valade, née le 17 octobre 1984 à Montpellier, est une mannequin et  comédienne française.

## Biographie
Aymeline Valade est repérée à Nice par un agent à l'âge de quinze ans mais elle tarde à s'engager dans le mannequinat, préférant faire des études de journalisme et de communication. En 2009, elle signe cependant avec l'agence Women management. En 2010, défile pour Balenciaga. En 2011, elle apparaît dans les pages du magazine Interview, ce qui lui permet de se faire connaître dans le métier.
Durant la Fashion week Automne/Hiver 2011-2012, elle défile pour Chanel, Chloé, Dolce & Gabbana, Emilio Pucci, Gucci, Louis Vuitton, Marc Jacobs, Marni, Moschino, Rick Owens, Versace ou encore Viktor & Rolf et devient l'égérie des campagnes de publicité Alexander Wang, Etro, Kenzo, Lacoste et Lanvin.
En 2012, elle fait la publicité de Lacoste.
En 2014, elle incarne Betty Catroux, la muse d'Yves Saint Laurent, dans le film Saint Laurent de Bertrand Bonello. Elle pose en couverture des magazines L'Officiel, Grazia et Marie Claire.
En 2017, elle incarne son propre rôle dans la série Dix pour cent.

## Filmographie

### Cinéma
- 2005 : Riviera d'Anne Villacèque
- 2013 : The Return de Karl Lagerfeld (court-métrage)
- 2014 : Saint Laurent de Bertrand Bonello : Betty Catroux
- 2015 : Les deux amis de Louis Garrel
- 2017 : Valérian et la Cité des mille planètes de Luc Besson : Haban-Limaï

### Télévision
- 2006 : Sous le soleil : Émilie
- 2017 : Dix pour cent : elle-même

### Clip
- 2015 : I Want Your Love de Lady Gaga